# Campeonato de Primera D 2013-14
El Campeonato de Primera D 2013-14 fue la sexagésima cuarta edición del torneo, quinta división del fútbol argentino en el orden de los clubes directamente afiliados a la AFA. Comenzó el 2 de agosto de 2013 y finalizó el 9 de junio de 2014. Lo disputaron 18 equipos.

## Ascensos y descensos
| Promedio | Desafiliado de la Primera D 2012-13 |
| -------- | ----------------------------------- |
| 18.º     | Puerto Nuevo                        |

| Reafiliado        |
| ----------------- |
| Sportivo Barracas |

| Posición  | Ascendidos a la Primera C 2013-14 |
| --------- | --------------------------------- |
| 1.º       | Argentino de Quilmes              |
| Gan. red. | Ituzaingó                         |

| Promedio | Descendidos de la Primera C 2012-13 |
| -------- | ----------------------------------- |
| 19.º     | San Miguel                          |
| 20.º     | El Porvenir                         |

## Equipos
| Equipo               | Ciudad            | Estadio                    | Capacidad |
| -------------------- | ----------------- | -------------------------- | --------- |
| Argentino de Rosario | Rosario           | José Martín Olaeta         | 10.000    |
| Atlas                | General Rodríguez | Ricardo Puga               | 2500      |
| Atlético Lugano      | Tapiales          | José María Moraños         | 1500      |
| Cañuelas             | Cañuelas          | Jose Alfredo Arín          | 2000      |
| Central Ballester    | José León Suárez  | No posee                   | -         |
| Centro Español       | Villa Sarmiento   | No posee                   | -         |
| Claypole             | Claypole          | Rodolfo Vicente Capocasa   | 1000      |
| Deportivo Muñiz      | Muñiz             | No posee                   | -         |
| Deportivo Paraguayo  | Buenos Aires      | No posee                   | -         |
| Deportivo Riestra    | Buenos Aires      | Guillermo Laza             | 3000      |
| El Porvenir          | Gerli             | Gildo Francisco Ghersinich | 14.000    |
| Juventud Unida       | San Miguel        | Ciudad de San Miguel       | 4000      |
| Leandro N. Alem      | General Rodríguez | Leandro N. Alem            | 4000      |
| San Martín (B)       | Burzaco           | Francisco Boga             | 3000      |
| San Miguel           | Los Polvorines    | Malvinas Argentinas        | 6800      |
| Sportivo Barracas    | Buenos Aires      | No posee                   | -         |
| Victoriano Arenas    | Valentín Alsina   | Saturnino Moure            | 1500      |
| Yupanqui             | Buenos Aires      | No posee                   | -         |

### Distribución geográfica de los equipos
| Región                                   | Cant. | Equipos |
| ---------------------------------------- | ----- | --- |
| Conurbano bonaerense                     | 9     | Central Ballester, Centro Español, Claypole, El Porvenir, Juventud Unida, Muñiz, San Martín (B), San Miguel y Victoriano Arenas |
| Ciudad de Buenos Aires                   | 5     | Deportivo Paraguayo, Deportivo Riestra, Lugano, Sportivo Barracas y Yupanqui                                                    |
| Interior de la provincia de Buenos Aires | 3     | Atlas, Cañuelas y Leandro N. Alem                                                                                               |
| Ciudad de Rosario                        | 1     | Argentino |

## Formato

### Competición
Se disputó un torneo de todos contra todos a dos ruedas, de 34 fechas.

### Ascensos
El campeón ascendió directamente a la Primera C. Los equipos ubicados desde el 2.º hasta el 5.º puesto participaron de un torneo reducido, por eliminación directa. Las semifinales y la final se jugaron a dos partidos, local y visitante, y en caso de empate se ejecutaron tiros desde el punto penal. El ganador obtuvo el segundo ascenso.

### Desafiliación temporaria
El equipo peor posicionado en la tabla de promedios perdió la categoría, quedando desafiliado por una temporada.

## Tabla de posiciones final
|  |     | Equipo               | Pts | PJ | G  | E  | P  | GF | GC | Dif |
|  | --- | -------------------- | --- | -- | -- | -- | -- | -- | -- | --- |
|  | 1.  | Deportivo Riestra    | 75  | 34 | 22 | 9  | 3  | 66 | 30 | 34  |
|  | 2.  | San Martín (B)       | 65  | 34 | 19 | 8  | 7  | 51 | 29 | 22  |
|  | 3.  | Leandro N. Alem      | 60  | 34 | 18 | 6  | 10 | 37 | 22 | 15  |
|  | 4.  | Juventud Unida       | 55  | 34 | 14 | 13 | 7  | 44 | 33 | 11  |
|  | 5.  | Yupanqui             | 54  | 34 | 15 | 9  | 10 | 49 | 40 | 9   |
|  | 6.  | San Miguel           | 53  | 34 | 14 | 11 | 9  | 38 | 30 | 8   |
|  | 7.  | Victoriano Arenas    | 47  | 34 | 12 | 11 | 11 | 34 | 35 | -1  |
|  | 8.  | Claypole             | 45  | 34 | 12 | 9  | 13 | 41 | 33 | 8   |
|  | 9.  | Cañuelas             | 45  | 34 | 11 | 12 | 11 | 36 | 31 | 5   |
|  | 10. | Argentino de Rosario | 45  | 34 | 12 | 9  | 13 | 41 | 48 | -7  |
|  | 11. | Atlas                | 42  | 34 | 12 | 6  | 16 | 46 | 42 | 4   |
|  | 12. | Deportivo Muñiz      | 42  | 34 | 10 | 12 | 12 | 33 | 42 | -9  |
|  | 13. | Sportivo Barracas    | 39  | 34 | 11 | 6  | 17 | 40 | 50 | -10 |
|  | 14. | Central Ballester    | 37  | 34 | 11 | 4  | 19 | 28 | 49 | -21 |
|  | 15. | El Porvenir          | 36  | 34 | 9  | 9  | 16 | 25 | 36 | -11 |
|  | 16. | Centro Español       | 35  | 34 | 10 | 5  | 19 | 25 | 43 | -18 |
|  | 17. | Atlético Lugano      | 34  | 34 | 6  | 16 | 12 | 18 | 27 | -9  |
|  | 18. | Deportivo Paraguayo  | 27  | 34 | 6  | 9  | 19 | 26 | 56 | -30 |

|  | Campeón. Ascendió a la Primera C.                              |
|  | Participaron en el Torneo Reducido por el ascenso a Primera C. |
|  | Ganador del Torneo Reducido. Ascendió a la Primera C.          |

### Evolución de las posiciones

#### Primera rueda
| Equipo / Fecha       | 01   | 02   | 03   | 04   | 05   | 06   | 07   | 08   | 09   | 10   | 11   | 12   | 13   | 14   | 15   | 16   | 17   |
| -------------------- | ---- | ---- | ---- | ---- | ---- | ---- | ---- | ---- | ---- | ---- | ---- | ---- | ---- | ---- | ---- | ---- | ---- |
| Argentino de Rosario | 02.º | 08.º | 10.º | 13.º | 14.º | 13.º | 14.º | 15.º | 15.º | 15.º | 16.º | 16.º | 16.º | 15.º | 09.º | 14.º | 08.º |
| Atlas                | 03.º | 13.º | 08.º | 12.º | 10.º | 03.º | 06.º | 09.º | 10.º | 10.º | 11.º | 10.º | 07.º | 08.º | 12.º | 15.º | 09.º |
| Cañuelas             | 11.º | 10.º | 12.º | 11.º | 13.º | 12.º | 11.º | 06.º | 07.º | 08.º | 08.º | 08.º | 08.º | 09.º | 11.º | 07.º | 11.º |
| Central Ballester    | 18.º | 18.º | 18.º | 14.º | 15.º | 15.º | 13.º | 14.º | 09.º | 07.º | 06.º | 07.º | 10.º | 11.º | 14.º | 08.º | 12.º |
| Centro Español       | 04.º | 14.º | 17.º | 15.º | 17.º | 18.º | 18.º | 18.º | 18.º | 18.º | 18.º | 17.º | 17.º | 18.º | 18.º | 18.º | 18.º |
| Claypole             | 12.º | 15.º | 09.º | 09.º | 08.º | 11.º | 07.º | 08.º | 06.º | 05.º | 05.º | 05.º | 06.º | 06.º | 06.º | 06.º | 10.º |
| Deportivo Paraguayo  | 17.º | 17.º | 13.º | 18.º | 16.º | 16.º | 17.º | 17.º | 17.º | 17.º | 17.º | 18.º | 18.º | 17.º | 17.º | 17.º | 17.º |
| Deportivo Riestra    | 15.º | 06.º | 02.º | 03.º | 02.º | 06.º | 08.º | 04.º | 02.º | 01.º | 01.º | 01.º | 01.º | 01.º | 01.º | 01.º | 01.º |
| El Porvenir          | 05.º | 02.º | 04.º | 07.º | 06.º | 07.º | 04.º | 07.º | 08.º | 11.º | 14.º | 13.º | 14.º | 13.º | 15.º | 16.º | 16.º |
| Juventud Unida       | 13.º | 05.º | 06.º | 06.º | 09.º | 10.º | 12.º | 13.º | 16.º | 09.º | 09.º | 09.º | 11.º | 12.º | 10.º | 10.º | 07.º |
| Leandro N. Alem      | 06.º | 03.º | 03.º | 02.º | 01.º | 05.º | 03.º | 03.º | 03.º | 04.º | 04.º | 04.º | 03.º | 03.º | 05.º | 03.º | 03.º |
| Lugano               | 14.º | 11.º | 15.º | 17.º | 12.º | 08.º | 10.º | 12.º | 12.º | 14.º | 13.º | 14.º | 12.º | 16.º | 16.º | 11.º | 13.º |
| Muñiz                | 07.º | 04.º | 05.º | 05.º | 05.º | 02.º | 01.º | 02.º | 05.º | 06.º | 07.º | 06.º | 05.º | 05.º | 03.º | 05.º | 05.º |
| San Martín (B)       | 08.º | 09.º | 11.º | 10.º | 07.º | 09.º | 05.º | 05.º | 04.º | 03.º | 03.º | 02.º | 02.º | 04.º | 02.º | 02.º | 02.º |
| San Miguel           | 09.º | 12.º | 16.º | 16.º | 18.º | 17.º | 16.º | 16.º | 14.º | 16.º | 10.º | 12.º | 09.º | 07.º | 07.º | 09.º | 06.º |
| Sportivo Barracas    | 01.º | 01.º | 01.º | 01.º | 03.º | 04.º | 09.º | 10.º | 13.º | 12.º | 12.º | 11.º | 13.º | 10.º | 08.º | 12.º | 15.º |
| Victoriano Arenas    | 10.º | 16.º | 14.º | 08.º | 11.º | 14.º | 15.º | 11.º | 11.º | 13.º | 15.º | 15.º | 15.º | 14.º | 13.º | 13.º | 14.º |
| Yupanqui             | 16.º | 07.º | 07.º | 04.º | 04.º | 01.º | 02.º | 01.º | 01.º | 02.º | 02.º | 03.º | 04.º | 02.º | 04.º | 04.º | 04.º |

#### Segunda rueda
| Equipo / Fecha       | 18   | 19   | 20   | 21   | 22   | 23   | 24   | 25   | 26   | 27   | 28   | 29   | 30   | 31   | 32   | 33   | 34   |
| -------------------- | ---- | ---- | ---- | ---- | ---- | ---- | ---- | ---- | ---- | ---- | ---- | ---- | ---- | ---- | ---- | ---- | ---- |
| Argentino de Rosario | 08.º | 08.º | 09.º | 06.º | 09.º | 09.º | 06.º | 08.º | 08.º | 09.º | 10.º | 10.º | 10.º | 10.º | 10.º | 12.º | 10.º |
| Atlas                | 09.º | 05.º | 06.º | 08.º | 07.º | 07.º | 09.º | 12.º | 10.º | 10.º | 08.º | 08.º | 09.º | 07.º | 09.º | 09.º | 11.º |
| Cañuelas             | 14.º | 11.º | 12.º | 12.º | 14.º | 14.º | 14.º | 13.º | 11.º | 11.º | 11.º | 11.º | 12.º | 11.º | 11.º | 10.º | 09.º |
| Central Ballester    | 10.º | 13.º | 13.º | 15.º | 15.º | 15.º | 15.º | 15.º | 16.º | 17.º | 17.º | 17.º | 17.º | 15.º | 14.º | 13.º | 14.º |
| Centro Español       | 18.º | 17.º | 17.º | 16.º | 16.º | 16.º | 16.º | 16.º | 17.º | 16.º | 16.º | 16.º | 16.º | 17.º | 16.º | 16.º | 16.º |
| Claypole             | 07.º | 10.º | 08.º | 09.º | 10.º | 08.º | 10.º | 06.º | 06.º | 06.º | 09.º | 09.º | 07.º | 08.º | 07.º | 08.º | 08.º |
| Deportivo Paraguayo  | 17.º | 18.º | 18.º | 18.º | 18.º | 18.º | 18.º | 18.º | 18.º | 18.º | 18.º | 18.º | 18.º | 18.º | 18.º | 18.º | 18.º |
| Deportivo Riestra    | 01.º | 02.º | 01.º | 01.º | 01.º | 01.º | 01.º | 01.º | 01.º | 01.º | 01.º | 01.º | 01.º | 01.º | 01.º | 01.º | 01.º |
| El Porvenir          | 15.º | 15.º | 16.º | 17.º | 17.º | 17.º | 17.º | 17.º | 15.º | 15.º | 15.º | 15.º | 14.º | 14.º | 15.º | 15.º | 15.º |
| Juventud Unida       | 06.º | 09.º | 05.º | 07.º | 05.º | 05.º | 05.º | 05.º | 05.º | 05.º | 05.º | 05.º | 05.º | 05.º | 05.º | 05.º | 04.º |
| Leandro N. Alem      | 03.º | 03.º | 03.º | 02.º | 03.º | 03.º | 03.º | 03.º | 03.º | 03.º | 03.º | 03.º | 03.º | 03.º | 03.º | 03.º | 03.º |
| Lugano               | 13.º | 14.º | 15.º | 14.º | 13.º | 13.º | 13.º | 14.º | 14.º | 14.º | 14.º | 14.º | 15.º | 16.º | 17.º | 17.º | 17.º |
| Muñiz                | 04.º | 06.º | 07.º | 05.º | 06.º | 06.º | 08.º | 07.º | 09.º | 12.º | 13.º | 13.º | 11.º | 12.º | 12.º | 11.º | 12.º |
| San Martín (B)       | 02.º | 01.º | 02.º | 03.º | 02.º | 02.º | 02.º | 02.º | 02.º | 02.º | 02.º | 02.º | 02.º | 02.º | 02.º | 02.º | 02.º |
| San Miguel           | 11.º | 12.º | 11.º | 10.º | 08.º | 10.º | 11.º | 09.º | 12.º | 07.º | 06.º | 06.º | 06.º | 06.º | 06.º | 06.º | 06.º |
| Sportivo Barracas    | 16.º | 16.º | 14.º | 13.º | 12.º | 11.º | 12.º | 10.º | 13.º | 13.º | 12.º | 12.º | 13.º | 13.º | 13.º | 14.º | 13.º |
| Victoriano Arenas    | 12.º | 07.º | 10.º | 11.º | 11.º | 12.º | 07.º | 11.º | 07.º | 08.º | 07.º | 07.º | 08.º | 09.º | 08.º | 07.º | 07.º |
| Yupanqui             | 05.º | 04.º | 04.º | 04.º | 04.º | 04.º | 04.º | 04.º | 04.º | 04.º | 04.º | 04.º | 04.º | 04.º | 04.º | 04.º | 05.º |

## Tabla de descenso
| Pos | Equipo               | 11/12 | 12/13 | 13/14 | Total | PJ  | Promedio |
| --- | -------------------- | ----- | ----- | ----- | ----- | --- | -------- |
| 1   | Deportivo Riestra    | 57    | 69    | 75    | 201   | 102 | 1,970    |
| 2   | San Martín (B)       | 56    | 66    | 65    | 187   | 102 | 1,833    |
| 3   | Leandro N. Alem      | -     | 55    | 60    | 115   | 68  | 1,691    |
| 4   | San Miguel           | -     | -     | 53    | 53    | 34  | 1,558    |
| 5   | Atlas                | 64    | 44    | 42    | 150   | 102 | 1,470    |
| 6   | Juventud Unida       | 40    | 55    | 55    | 150   | 102 | 1,470    |
| 7   | Centro Español       | 59    | 54    | 35    | 148   | 102 | 1,451    |
| 8   | Victoriano Arenas    | 44    | 48    | 47    | 139   | 102 | 1,362    |
| 9   | Muñiz                | 34    | 53    | 42    | 129   | 102 | 1,264    |
| 10  | Cañuelas             | 48    | 34    | 45    | 127   | 102 | 1,245    |
| 10  | Yupanqui             | 48    | 25    | 54    | 127   | 102 | 1,245    |
| 12  | Claypole             | 35    | 38    | 45    | 118   | 102 | 1,156    |
| 13  | Sportivo Barracas    | -     | -     | 39    | 39    | 34  | 1,147    |
| 14  | Lugano               | 34    | 44    | 34    | 112   | 102 | 1,098    |
| 15  | Argentino de Rosario | 35    | 31    | 45    | 111   | 102 | 1,088    |
| 16  | El Porvenir          | -     | -     | 36    | 36    | 34  | 1,058    |
| 17  | Central Ballester    | 30    | 32    | 37    | 99    | 102 | 0,970    |
| 18  | Deportivo Paraguayo  | 34    | 27    | 27    | 88    | 102 | 0,862    |

|  | Desafiliado por una temporada. |

## Resultados

### Primera rueda
| San Martín (B)       | 1 - 1 | Centro Español      | Francisco Boga        | 2 de agosto  | 15:30 |
| Lugano               | 0 - 0 | Claypole            | José María Moraños    | 3 de agosto  | 15:30 |
| Juventud Unida       | 0 - 0 | Cañuelas            | Franco Muggeri        | 3 de agosto  | 15:30 |
| Sportivo Barracas    | 2 - 0 | Central Ballester   | República de Italia   | 3 de agosto  | 15:30 |
| Argentino de Rosario | 1 - 0 | Deportivo Paraguayo | Fortín de Ludueña     | 3 de agosto  | 15:40 |
| Victoriano Arenas    | 1 - 1 | San Miguel          | Saturnino Moure       | 4 de agosto  | 11:00 |
| Muñiz                | 1 - 1 | El Porvenir         | Rubén Carlos Vallejos | 4 de agosto  | 15:30 |
| Leandro N. Alem      | 1 - 1 | Atlas               | Leandro N. Alem       | 5 de agosto  | 16:00 |
| Yupanqui             | 1 - 2 | Deportivo Riestra   | Juan Antonio Arias    | 28 de agosto | 16:10 |

| Centro Español      | 0 - 1 | Sportivo Barracas    | José María Moraños         | 16 de agosto | 15:05 |
| Cañuelas            | 0 - 0 | Lugano               | Jorge Alfredo Arín         | 17 de agosto | 15:30 |
| Atlas               | 0 - 1 | Juventud Unida       | Monumental de Villa Lynch  | 17 de agosto | 15:30 |
| El Porvenir         | 2 - 0 | Argentino de Rosario | Gildo Francisco Ghersinich | 18 de agosto | 15:30 |
| Central Ballester   | 0 - 1 | Leandro N. Alem      | Franco Muggeri             | 18 de agosto | 15:30 |
| Muñiz               | 3 - 0 | Victoriano Arenas    | Rubén Carlos Vallejos      | 18 de agosto | 15:50 |
| Deportivo Paraguayo | 0 - 0 | San Martín (B)       | Juan Antonio Arias         | 19 de agosto | 15:30 |
| Claypole            | 1 - 2 | Yupanqui             | Rodolfo Vicente Capocasa   | 19 de agosto | 15:30 |
| Deportivo Riestra   | 2 - 1 | San Miguel           | Guillermo Laza             | 19 de agosto | 15:30 |

| Sportivo Barracas    | 3 - 3 | Deportivo Paraguayo | República de Italia | 24 de agosto | 15:30 |
| Lugano               | 0 - 1 | Atlas               | José María Moraños  | 24 de agosto | 15:30 |
| Juventud Unida       | 0 - 0 | Central Ballester   | Franco Muggeri      | 24 de agosto | 15:30 |
| Leandro N. Alem      | 1 - 0 | Centro Español      | Leandro N. Alem     | 24 de agosto | 15:30 |
| Victoriano Arenas    | 0 - 0 | Deportivo Riestra   | Saturnino Moure     | 25 de agosto | 15:30 |
| Yupanqui             | 0 - 0 | Cañuelas            | Juan Antonio Arias  | 25 de agosto | 15:30 |
| Argentino de Rosario | 1 - 1 | Muñiz               | José María Olaeta   | 25 de agosto | 15:30 |
| San Martín (B)       | 0 - 0 | El Porvenir         | Francisco Boga      | 26 de agosto | 15:30 |
| San Miguel           | 0 - 1 | Claypole            | Malvinas Argentinas | 27 de agosto | 15:30 |

| Atlas                | 2 - 3 | Yupanqui          | Ricardo Puga               | 31 de agosto    | 15:30 |
| Cañuelas             | 0 - 0 | San Miguel        | Jorge Alfredo Arín         | 31 de agosto    | 15:30 |
| Centro Español       | 2 - 2 | Juventud Unida    | José María Moraños         | 31 de agosto    | 15:35 |
| El Porvenir          | 1 - 2 | Sportivo Barracas | Gildo Francisco Ghersinich | 1 de septiembre | 11:00 |
| Muñiz                | 1 - 1 | San Martín (B)    | Rubén Carlos Vallejos      | 1 de septiembre | 15:30 |
| Central Ballester    | 1 - 0 | Lugano            | Franco Muggeri             | 1 de septiembre | 15:30 |
| Argentino de Rosario | 1 - 2 | Victoriano Arenas | José María Olaeta          | 1 de septiembre | 15:30 |
| Deportivo Paraguayo  | 0 - 2 | Leandro N. Alem   | Juan Antonio Arias         | 2 de septiembre | 15:30 |
| Claypole             | 1 - 2 | Deportivo Riestra | Rodolfo Vicente Capocasa   | 3 de septiembre | 15:40 |

| Sportivo Barracas | 0 - 2 | Muñiz                | República de Italia | 6 de septiembre  | 15:30 |
| Deportivo Riestra | 1 - 0 | Cañuelas             | Guillermo Laza      | 8 de septiembre  | 15:30 |
| Yupanqui          | 2 - 1 | Central Ballester    | Juan Antonio Arias  | 8 de septiembre  | 15:30 |
| Lugano            | 1 - 0 | Centro Español       | José María Moraños  | 8 de septiembre  | 15:30 |
| San Martín (B)    | 4 - 1 | Argentino de Rosario | Francisco Boga      | 8 de septiembre  | 15:30 |
| Victoriano Arenas | 0 - 1 | Claypole             | Saturnino Moure     | 9 de septiembre  | 15:30 |
| Leandro N. Alem   | 0 - 1 | El Porvenir          | Leandro N. Alem     | 10 de septiembre | 15:30 |
| San Miguel        | 1 - 2 | Atlas                | Leandro N. Alem     | 11 de septiembre | 15:30 |
| Juventud Unida    | 0 - 0 | Deportivo Paraguayo  | Néstor Bedgni       | 11 de septiembre | 15:30 |

| Deportivo Paraguayo  | 0 - 2 | Lugano            | Juan Antonio Arias         | 14 de septiembre | 15:30 |
| Centro Español       | 0 - 1 | Yupanqui          | José María Moraños         | 14 de septiembre | 15:30 |
| Argentino de Rosario | 3 - 2 | Sportivo Barracas | José María Olaeta          | 15 de septiembre | 15:30 |
| Atlas                | 2 - 0 | Deportivo Riestra | Ricardo Puga               | 15 de septiembre | 15:30 |
| Muñiz                | 2 - 1 | Leandro N. Alem   | Rubén Carlos Vallejos      | 15 de septiembre | 15:30 |
| Cañuelas             | 1 - 0 | Claypole          | Jorge Alfredo Arín         | 15 de septiembre | 15:30 |
| El Porvenir          | 0 - 2 | Juventud Unida    | Gildo Francisco Ghersinich | 9 de octubre     | 15:30 |
| Central Ballester    | 4 - 1 | San Miguel        | Franco Muggeri             | 9 de octubre     | 15:35 |
| San Martín (B)       | 0 - 0 | Victoriano Arenas | Francisco Boga             | 10 de octubre    | 15:30 |

| Claypole          | 3 - 2 | Atlas                | José María Moraños  | 20 de septiembre | 15:30 |
| Leandro N. Alem   | 5 - 0 | Argentino de Rosario | Leandro N. Alem     | 20 de septiembre | 15:30 |
| Sportivo Barracas | 0 - 2 | San Martín (B)       | República de Italia | 20 de septiembre | 15:30 |
| Deportivo Riestra | 0 - 1 | Central Ballester    | Guillermo Laza      | 20 de septiembre | 15:30 |
| Juventud Unida    | 2 - 3 | Muñiz                | Néstor Bedgni       | 20 de septiembre | 15:30 |
| San Miguel        | 2 - 0 | Centro Español       | Leandro N. Alem     | 21 de septiembre | 15:30 |
| Yupanqui          | 1 - 1 | Deportivo Paraguayo  | Juan Antonio Arias  | 21 de septiembre | 15:30 |
| Victoriano Arenas | 1 - 1 | Cañuelas             | Saturnino Moure     | 21 de septiembre | 15:30 |
| Lugano            | 0 - 1 | El Porvenir          | José María Moraños  | 21 de septiembre | 15:35 |

| Sportivo Barracas    | 0 - 1 | Victoriano Arenas | República de Italia        | 24 de septiembre | 15:30 |
| San Martín (B)       | 1 - 0 | Leandro N. Alem   | Francisco Boga             | 24 de septiembre | 15:30 |
| Argentino de Rosario | 3 - 3 | Juventud Unida    | José María Olaeta          | 24 de septiembre | 15:30 |
| Muñiz                | 1 - 1 | Lugano            | Rubén Carlos Vallejos      | 24 de septiembre | 15:30 |
| El Porvenir          | 0 - 1 | Yupanqui          | Gildo Francisco Ghersinich | 24 de septiembre | 15:30 |
| Deportivo Paraguayo  | 1 - 1 | San Miguel        | Juan Antonio Arias         | 24 de septiembre | 15:30 |
| Centro Español       | 0 - 4 | Deportivo Riestra | José María Moraños         | 24 de septiembre | 15:30 |
| Central Ballester    | 0 - 0 | Claypole          | Franco Muggeri             | 24 de septiembre | 15:30 |
| Atlas                | 0 - 3 | Cañuelas          | Ricardo Puga               | 24 de septiembre | 15:30 |

| Deportivo Riestra | 4 - 1 | Deportivo Paraguayo  | Guillermo Laza     | 27 de septiembre | 15:30 |
| Juventud Unida    | 1 - 2 | San Martín (B)       | Néstor Bedgni      | 28 de septiembre | 15:30 |
| Yupanqui          | 2 - 0 | Muñiz                | Juan Antonio Arias | 28 de septiembre | 15:30 |
| Lugano            | 0 - 0 | Argentino de Rosario | José María Moraños | 28 de septiembre | 15:30 |
| Cañuelas          | 0 - 1 | Central Ballester    | Jorge Alfredo Arín | 28 de septiembre | 15:40 |
| Leandro N. Alem   | 2 - 0 | Sportivo Barracas    | Leandro N. Alem    | 29 de septiembre | 11:00 |
| Claypole          | 2 - 0 | Centro Español       | José María Moraños | 29 de septiembre | 15:30 |
| Victoriano Arenas | 1 - 1 | Atlas                | Saturnino Moure    | 30 de septiembre | 15:30 |
| San Miguel        | 1 - 0 | El Porvenir          | Leandro N. Alem    | 30 de septiembre | 15:30 |

| Argentino de Rosario | 0 - 0 | Yupanqui          | José María Olaeta          | 5 de octubre  | 15:30 |
| Central Ballester    | 0 - 0 | Atlas             | Franco Muggeri             | 5 de octubre  | 15:30 |
| Sportivo Barracas    | 1 - 1 | Juventud Unida    | República de Italia        | 5 de octubre  | 15:45 |
| El Porvenir          | 1 - 2 | Deportivo Riestra | Gildo Francisco Ghersinich | 6 de octubre  | 11:00 |
| Deportivo Paraguayo  | 2 - 4 | Claypole          | Juan Antonio Arias         | 6 de octubre  | 15:30 |
| Centro Español       | 1 - 3 | Cañuelas          | José María Moraños         | 6 de octubre  | 15:30 |
| Leandro N. Alem      | 4 - 0 | Victoriano Arenas | Leandro N. Alem            | 7 de octubre  | 15:30 |
| San Martín (B)       | 1 - 0 | Lugano            | Francisco Boga             | 7 de octubre  | 15:30 |
| Muñiz                | 1 - 2 | San Miguel        | José María Moraños         | 25 de octubre | 15:30 |

| Atlas             | 0 - 1 | Centro Español       | Ricardo Puga             | 12 de octubre | 15:30 |
| Juventud Unida    | 1 - 1 | Leandro N. Alem      | Néstor Bedgni            | 12 de octubre | 15:30 |
| Victoriano Arenas | 2 - 3 | Central Ballester    | Saturnino Moure          | 13 de octubre | 11:00 |
| San Miguel        | 2 - 1 | Argentino de Rosario | Leandro N. Alem          | 13 de octubre | 15:30 |
| Yupanqui          | 1 - 1 | San Martín (B)       | Juan Antonio Arias       | 14 de octubre | 15:30 |
| Lugano            | 0 - 0 | Sportivo Barracas    | José María Moraños       | 14 de octubre | 15:30 |
| Deportivo Riestra | 2 - 1 | Muñiz                | Guillermo Laza           | 14 de octubre | 15:30 |
| Claypole          | 2 - 1 | El Porvenir          | Rodolfo Vicente Capocasa | 15 de octubre | 15:30 |
| Cañuelas          | 2 - 0 | Deportivo Paraguayo  | Jorge Alfredo Arín       | 29 de octubre | 15:30 |

| Leandro N. Alem      | 0 - 1 | Lugano            | Leandro N. Alem            | 18 de octubre | 15:30 |
| San Martín (B)       | 2 - 0 | San Miguel        | Francisco Boga             | 19 de octubre | 11:00 |
| Centro Español       | 4 - 0 | Central Ballester | José María Moraños         | 19 de octubre | 15:30 |
| Sportivo Barracas    | 2 - 0 | Yupanqui          | República de Italia        | 19 de octubre | 15:30 |
| Argentino de Rosario | 2 - 3 | Deportivo Riestra | José María Olaeta          | 19 de octubre | 15:30 |
| Juventud Unida       | 3 - 1 | Victoriano Arenas | Néstor Bedgni              | 19 de octubre | 15:35 |
| Muñiz                | 3 - 2 | Claypole          | Rubén Carlos Vallejos      | 19 de octubre | 15:45 |
| Deportivo Paraguayo  | 0 - 3 | Atlas             | Juan Antonio Arias         | 20 de octubre | 11:00 |
| El Porvenir          | 5 - 2 | Cañuelas          | Gildo Francisco Ghersinich | 20 de octubre | 11:00 |

| Cañuelas          | 1 - 1 | Muñiz                | Jorge Alfredo Arín | 2 de noviembre | 11:00 |
| Central Ballester | 0 - 2 | Deportivo Paraguayo  | Franco Muggeri     | 2 de noviembre | 15:30 |
| Atlas             | 3 - 0 | El Porvenir          | Ricardo Puga       | 2 de noviembre | 15:30 |
| Victoriano Arenas | 1 - 0 | Centro Español       | Saturnino Moure    | 3 de noviembre | 15:30 |
| Lugano            | 0 - 0 | Juventud Unida       | José María Moraños | 3 de noviembre | 15:30 |
| Yupanqui          | 0 - 1 | Leandro N. Alem      | Juan Antonio Arias | 3 de noviembre | 15:30 |
| Claypole          | 0 - 1 | Argentino de Rosario | José María Moraños | 4 de noviembre | 15:30 |
| San Miguel        | 2 - 1 | Sportivo Barracas    | Franco Muggeri     | 5 de noviembre | 15:30 |
| Deportivo Riestra | 3 - 2 | San Martín (B)       | Guillermo Laza     | 5 de noviembre | 15:30 |

| Sportivo Barracas    | 4 - 1 | Deportivo Riestra | República de Italia        | 9 de noviembre  | 15:30 |
| Muñiz                | 1 - 0 | Atlas             | Rubén Carlos Vallejos      | 9 de noviembre  | 15:30 |
| Leandro N. Alem      | 1 - 1 | San Miguel        | Leandro N. Alem            | 9 de noviembre  | 16:05 |
| Argentino de Rosario | 2 - 1 | Cañuelas          | José María Olaeta          | 10 de noviembre | 15:30 |
| Deportivo Paraguayo  | 1 - 0 | Centro Español    | Juan Antonio Arias         | 10 de noviembre | 15:30 |
| Juventud Unida       | 1 - 3 | Yupanqui          | Néstor Bedgni              | 10 de noviembre | 15:30 |
| Lugano               | 0 - 2 | Victoriano Arenas | José María Moraños         | 10 de noviembre | 15:30 |
| El Porvenir          | 1 - 0 | Central Ballester | Gildo Francisco Ghersinich | 12 de noviembre | 17:00 |
| San Martín (B)       | 2 - 3 | Claypole          | Francisco Boga             | 10 de diciembre | 17:10 |

| Victoriano Arenas | 1 - 1 | Deportivo Paraguayo  | Saturnino Moure    | 15 de noviembre | 17:05 |
| Central Ballester | 0 - 1 | Muñiz                | Franco Muggeri     | 16 de noviembre | 17:00 |
| Atlas             | 0 - 2 | Argentino de Rosario | Ricardo Puga       | 16 de noviembre | 17:00 |
| Centro Español    | 1 - 0 | El Porvenir          | José María Moraños | 17 de noviembre | 17:00 |
| Yupanqui          | 2 - 2 | Lugano               | Juan Antonio Arias | 17 de noviembre | 17:00 |
| Claypole          | 0 - 0 | Sportivo Barracas    | José María Moraños | 18 de noviembre | 17:00 |
| Deportivo Riestra | 0 - 0 | Leandro N. Alem      | Guillermo Laza     | 18 de noviembre | 17:00 |
| Cañuelas          | 1 - 2 | San Martín (B)       | Jorge Alfredo Arín | 19 de noviembre | 17:00 |
| San Miguel        | 0 - 0 | Juventud Unida       | José María Moraños | 19 de noviembre | 17:00 |

| Muñiz                | 0 - 2 | Centro Español      | Rubén Carlos Vallejos      | 22 de noviembre | 17:00 |
| El Porvenir          | 1 - 2 | Deportivo Paraguayo | Gildo Francisco Ghersinich | 22 de noviembre | 17:00 |
| Yupanqui             | 2 - 2 | Victoriano Arenas   | Juan Antonio Arias         | 23 de noviembre | 17:00 |
| Argentino de Rosario | 0 - 1 | Central Ballester   | José María Olaeta          | 23 de noviembre | 17:00 |
| Lugano               | 2 - 0 | San Miguel          | José María Moraños         | 23 de noviembre | 17:00 |
| Juventud Unida       | 1 - 1 | Deportivo Riestra   | Néstor Bedgni              | 24 de noviembre | 17:00 |
| Sportivo Barracas    | 1 - 2 | Cañuelas            | República de Italia        | 24 de noviembre | 17:00 |
| Leandro N. Alem      | 2 - 1 | Claypole            | Leandro N. Alem            | 26 de noviembre | 17:00 |
| San Martín (B)       | 3 - 1 | Atlas               | Francisco Boga             | 26 de noviembre | 17:00 |

| Deportivo Riestra   | 0 - 0 | Lugano               | Guillermo Laza     | 29 de noviembre | 17:00 |
| Central Ballester   | 0 - 2 | San Martín (B)       | Franco Muggeri     | 30 de noviembre | 17:00 |
| Atlas               | 3 - 0 | Sportivo Barracas    | Ricardo Puga       | 30 de noviembre | 17:00 |
| Victoriano Arenas   | 0 - 0 | El Porvenir          | Saturnino Moure    | 1 de diciembre  | 17:00 |
| Centro Español      | 0 - 1 | Argentino de Rosario | José María Moraños | 1 de diciembre  | 17:00 |
| San Miguel          | 2 - 0 | Yupanqui             | Franco Muggeri     | 1 de diciembre  | 17:00 |
| Cañuelas            | 0 - 1 | Leandro N. Alem      | Jorge Alfredo Arín | 1 de diciembre  | 17:00 |
| Deportivo Paraguayo | 2 - 0 | Muñiz                | Juan Antonio Arias | 2 de diciembre  | 17:00 |
| Claypole            | 0 - 1 | Juventud Unida       | José María Moraños | 3 de diciembre  | 17:00 |

### Segunda rueda
| Claypole            | 0 - 0 | Lugano               | Juan Antonio Arias         | 7 de diciembre  | 17:00 |
| Central Ballester   | 1 - 0 | Sportivo Barracas    | Franco Muggeri             | 7 de diciembre  | 17:00 |
| Centro Español      | 1 - 2 | San Martín (B)       | José María Moraños         | 7 de diciembre  | 17:00 |
| Deportivo Riestra   | 3 - 0 | Yupanqui             | Guillermo Laza             | 8 de diciembre  | 17:00 |
| Cañuelas            | 0 - 3 | Juventud Unida       | Jorge Alfredo Arín         | 8 de diciembre  | 17:00 |
| Deportivo Paraguayo | 0 - 4 | Argentino de Rosario | Juan Antonio Arias         | 8 de diciembre  | 17:00 |
| El Porvenir         | 0 - 0 | Muñiz                | Gildo Francisco Ghersinich | 9 de diciembre  | 17:00 |
| San Miguel          | 0 - 1 | Victoriano Arenas    | Franco Muggeri             | 9 de diciembre  | 17:00 |
| Atlas               | 3 - 0 | Leandro N. Alem      | Ricardo Puga               | 10 de diciembre | 17:10 |

| Victoriano Arenas    | 4 - 2 | Muñiz               | Saturnino Moure     | 14 de diciembre | 17:00 |
| Lugano               | 1 - 2 | Cañuelas            | José María Moraños  | 14 de diciembre | 17:00 |
| Juventud Unida       | 0 - 3 | Atlas               | Néstor Bedgni       | 14 de diciembre | 17:00 |
| San Martín (B)       | 1 - 0 | Deportivo Paraguayo | Franco Muggeri      | 14 de diciembre | 17:00 |
| Argentino de Rosario | 2 - 2 | El Porvenir         | José María Olaeta   | 14 de diciembre | 17:15 |
| San Miguel           | 1 - 1 | Deportivo Riestra   | Malvinas Argentinas | 15 de diciembre | 17:00 |
| Sportivo Barracas    | 0 - 4 | Centro Español      | República de Italia | 15 de diciembre | 17:00 |
| Leandro N. Alem      | 1 - 0 | Central Ballester   | Leandro N. Alem     | 15 de diciembre | 17:00 |
| Yupanqui             | 3 - 2 | Claypole            | Juan Antonio Arias  | 16 de diciembre | 17:15 |

| Deportivo Riestra   | 3 - 1 | Victoriano Arenas    | Guillermo Laza             | 8 de febrero  | 17:00 |
| Centro Español      | 0 - 1 | Leandro N. Alem      | José María Moraños         | 9 de febrero  | 17:00 |
| Claypole            | 1 - 1 | San Miguel           | Gildo Francisco Ghersinich | 10 de febrero | 17:00 |
| Deportivo Paraguayo | 2 - 3 | Sportivo Barracas    | Juan Antonio Arias         | 10 de febrero | 17:00 |
| Central Ballester   | 1 - 3 | Juventud Unida       | Rubén Carlos Vallejos      | 10 de febrero | 17:00 |
| El Porvenir         | 0 - 0 | San Martín (B)       | Gildo Francisco Ghersinich | 27 de febrero | 17:00 |
| Cañuelas            | 1 - 1 | Yupanqui             | Jorge Alfredo Arín         | 27 de febrero | 17:00 |
| Atlas               | 2 - 0 | Lugano               | Ricardo Puga               | 27 de febrero | 17:00 |
| Muñiz               | 1 - 1 | Argentino de Rosario | Rubén Carlos Vallejos      | 19 de marzo   | 16:00 |

| Juventud Unida    | 1 - 2 | Centro Español       | Néstor Bedgni                    | 15 de febrero | 17:00 |
| Yupanqui          | 2 - 0 | Atlas                | Juan Antonio Arias               | 15 de febrero | 17:00 |
| Sportivo Barracas | 2 - 0 | El Porvenir          | República de Italia              | 16 de febrero | 17:00 |
| Lugano            | 2 - 0 | Central Ballester    | José María Moraños               | 16 de febrero | 17:00 |
| Victoriano Arenas | 1 - 3 | Argentino de Rosario | Saturnino Moure                  | 17 de febrero | 17:00 |
| San Martín (B)    | 1 - 2 | Muñiz                | Talleres de Remedios de Escalada | 17 de febrero | 17:00 |
| San Miguel        | 0 - 0 | Cañuelas             | Franco Muggeri                   | 17 de febrero | 17:00 |
| Deportivo Riestra | 0 - 0 | Claypole             | Guillermo Laza                   | 17 de febrero | 17:00 |
| Leandro N. Alem   | 2 - 0 | Deportivo Paraguayo  | Leandro N. Alem                  | 18 de febrero | 17:00 |

| Atlas                | 0 - 1 | San Miguel        | Ricardo Puga               | 22 de febrero | 17:00 |
| Central Ballester    | 3 - 3 | Yupanqui          | Franco Muggeri             | 22 de febrero | 17:00 |
| Argentino de Rosario | 1 - 4 | San Martín (B)    | José María Olaeta          | 22 de febrero | 17:00 |
| Cañuelas             | 0 - 2 | Deportivo Riestra | Jorge Alfredo Arín         | 22 de febrero | 17:00 |
| Centro Español       | 0 - 0 | Lugano            | José María Moraños         | 23 de febrero | 17:00 |
| Deportivo Paraguayo  | 0 - 1 | Juventud Unida    | Juan Antonio Arias         | 23 de febrero | 17:00 |
| El Porvenir          | 1 - 2 | Leandro N. Alem   | Gildo Francisco Ghersinich | 23 de febrero | 17:00 |
| Muñiz                | 1 - 1 | Sportivo Barracas | Rubén Carlos Vallejos      | 23 de febrero | 17:00 |
| Claypole             | 0 - 0 | Victoriano Arenas | José María Moraños         | 24 de febrero | 17:00 |

| Sportivo Barracas | 3 - 0 | Argentino de Rosario | República de Italia    | 1 de marzo  | 17:15 |
| Juventud Unida    | 1 - 0 | El Porvenir          | Néstor Bedgni          | 2 de marzo  | 17:00 |
| Lugano            | 1 - 1 | Deportivo Paraguayo  | José María Moraños     | 2 de marzo  | 17:00 |
| Victoriano Arenas | 0 - 2 | San Martín (B)       | Saturnino Moure        | 3 de marzo  | 17:00 |
| Leandro N. Alem   | 3 - 1 | Muñiz                | Leandro N. Alem        | 3 de marzo  | 17:00 |
| Yupanqui          | 2 - 0 | Centro Español       | Juan Antonio Arias     | 3 de marzo  | 17:00 |
| Deportivo Riestra | 4 - 2 | Atlas                | Guillermo Laza         | 3 de marzo  | 17:00 |
| Claypole          | 2 - 0 | Cañuelas             | José María Moraños     | 3 de marzo  | 17:00 |
| San Miguel        | 3 - 1 | Central Ballester    | República de Mataderos | 26 de marzo | 16:00 |

| El Porvenir          | 1 - 0 | Lugano            | Gildo Francisco Ghersinich | 7 de marzo | 17:00 |
| Central Ballester    | 0 - 3 | Deportivo Riestra | Franco Muggeri             | 7 de marzo | 17:00 |
| San Martín (B)       | 3 - 2 | Sportivo Barracas | Francisco Boga             | 7 de marzo | 17:00 |
| Cañuelas             | 0 - 1 | Victoriano Arenas | Jorge Alfredo Arín         | 8 de marzo | 17:00 |
| Centro Español       | 1 - 0 | San Miguel        | José María Moraños         | 8 de marzo | 17:00 |
| Deportivo Paraguayo  | 0 - 5 | Yupanqui          | Juan Antonio Arias         | 8 de marzo | 17:00 |
| Atlas                | 1 - 1 | Claypole          | Ricardo Puga               | 8 de marzo | 17:05 |
| Argentino de Rosario | 1 - 0 | Leandro N. Alem   | José María Olaeta          | 8 de marzo | 17:15 |
| Muñiz                | 0 - 2 | Juventud Unida    | Rubén Carlos Vallejos      | 9 de marzo | 17:00 |

| Victoriano Arenas | 1 - 2 | Sportivo Barracas    | Saturnino Moure    | 11 de marzo | 16:00 |
| Cañuelas          | 2 - 1 | Atlas                | Jorge Alfredo Arín | 11 de marzo | 16:00 |
| Deportivo Riestra | 2 - 0 | Centro Español       | Guillermo Laza     | 11 de marzo | 16:00 |
| Claypole          | 1 - 0 | Central Ballester    | José María Moraños | 11 de marzo | 16:50 |
| Juventud Unida    | 1 - 0 | Argentino de Rosario | Néstor Bedgni      | 12 de marzo | 16:00 |
| Lugano            | 0 - 0 | Muñiz                | José María Moraños | 12 de marzo | 16:00 |
| Yupanqui          | 3 - 0 | El Porvenir          | Juan Antonio Arias | 12 de marzo | 16:00 |
| Leandro N. Alem   | 0 - 1 | San Martín (B)       | Leandro N. Alem    | 12 de marzo | 16:25 |
| San Miguel        | 3 - 0 | Deportivo Paraguayo  | Franco Muggeri     | 13 de marzo | 16:00 |

| Argentino de Rosario | 1 - 2 | Lugano            | José María Olaeta          | 15 de marzo | 16:00 |
| Sportivo Barracas    | 1 - 2 | Leandro N. Alem   | República de Italia        | 15 de marzo | 16:00 |
| Atlas                | 1 - 1 | Victoriano Arenas | Ricardo Puga               | 15 de marzo | 16:40 |
| Deportivo Paraguayo  | 0 - 3 | Deportivo Riestra | Juan Antonio Arias         | 16 de marzo | 14:00 |
| San Martín (B)       | 0 - 2 | Juventud Unida    | Francisco Boga             | 16 de marzo | 14:05 |
| Central Ballester    | 0 - 6 | Cañuelas          | Franco Muggeri             | 16 de marzo | 16:00 |
| Centro Español       | 0 - 4 | Claypole          | José María Moraños         | 16 de marzo | 16:00 |
| Muñiz                | 0 - 1 | Yupanqui          | Rubén Carlos Vallejos      | 16 de marzo | 16:00 |
| El Porvenir          | 2 - 1 | San Miguel        | Gildo Francisco Ghersinich | 17 de marzo | 14:00 |

| Claypole          | 0 - 2 | Deportivo Paraguayo  | José María Moraños | 21 de marzo | 16:00 |
| Victoriano Arenas | 1 - 0 | Leandro N. Alem      | Saturnino Moure    | 22 de marzo | 12:30 |
| Juventud Unida    | 3 - 1 | Sportivo Barracas    | Néstor Bedgni      | 22 de marzo | 16:00 |
| Cañuelas          | 0 - 0 | Centro Español       | Jorge Alfredo Arín | 22 de marzo | 16:00 |
| Yupanqui          | 0 - 1 | Argentino de Rosario | Juan Antonio Arias | 23 de marzo | 16:00 |
| San Miguel        | 1 - 0 | Muñiz                | Franco Muggeri     | 23 de marzo | 16:00 |
| Atlas             | 2 - 0 | Central Ballester    | Ricardo Puga       | 23 de marzo | 16:00 |
| Lugano            | 0 - 2 | San Martín (B)       | José María Moraños | 24 de marzo | 16:00 |
| Deportivo Riestra | 2 - 0 | El Porvenir          | Guillermo Laza     | 24 de marzo | 16:00 |

| Centro Español       | 1 - 4 | Atlas             | José María Moraños         | 26 de marzo | 16:00 |
| Deportivo Paraguayo  | 1 - 3 | Cañuelas          | Juan Antonio Arias         | 29 de marzo | 11:00 |
| Leandro N. Alem      | 1 - 0 | Juventud Unida    | Leandro N. Alem            | 29 de marzo | 12:00 |
| Argentino de Rosario | 1 - 1 | San Miguel        | José María Olaeta          | 30 de marzo | 16:00 |
| Muñiz                | 1 - 2 | Deportivo Riestra | Rubén Carlos Vallejos      | 31 de marzo | 16:00 |
| Central Ballester    | 0 - 1 | Victoriano Arenas | Franco Muggeri             | 31 de marzo | 16:00 |
| El Porvenir          | 2 - 1 | Claypole          | Gildo Francisco Ghersinich | 31 de marzo | 16:00 |
| San Martín (B)       | 3 - 1 | Yupanqui          | Francisco Boga             | 31 de marzo | 16:00 |
| Sportivo Barracas    | 2 - 0 | Lugano            | República de Italia        | 31 de marzo | 16:00 |

| Victoriano Arenas | 1 - 2 | Juventud Unida       | Saturnino Moure    | 4 de abril  | 15:30 |
| Claypole          | 0 - 0 | Muñiz                | José María Moraños | 4 de abril  | 15:30 |
| San Miguel        | 2 - 1 | San Martín (B)       | Franco Muggeri     | 6 de abril  | 15:30 |
| Yupanqui          | 2 - 0 | Sportivo Barracas    | Juan Antonio Arias | 7 de abril  | 15:30 |
| Deportivo Riestra | 4 - 0 | Argentino de Rosario | Guillermo Laza     | 8 de abril  | 15:30 |
| Lugano            | 1 - 1 | Leandro N. Alem      | José María Moraños | 23 de abril | 15:30 |
| Cañuelas          | 0 - 0 | El Porvenir          | Jorge Alfredo Arín | 23 de abril | 15:30 |
| Atlas             | 2 - 1 | Deportivo Paraguayo  | Ricardo Puga       | 23 de abril | 15:30 |
| Central Ballester | 3 - 1 | Centro Español       | Franco Muggeri     | 23 de abril | 15:40 |

| El Porvenir          | 2 - 1 | Atlas             | Gildo Francisco Ghersinich | 11 de abril | 15:30 |
| Juventud Unida       | 1 - 1 | Lugano            | Néstor Bedgni              | 12 de abril | 15:30 |
| Leandro N. Alem      | 1 - 0 | Yupanqui          | Leandro N. Alem            | 12 de abril | 15:30 |
| Argentino de Rosario | 1 - 1 | Claypole          | José María Olaeta          | 12 de abril | 15:35 |
| Muñiz                | 2 - 1 | Cañuelas          | Rubén Carlos Vallejos      | 12 de abril | 15:35 |
| Centro Español       | 1 - 0 | Victoriano Arenas | José María Moraños         | 12 de abril | 15:35 |
| Sportivo Barracas    | 0 - 1 | San Miguel        | República de Italia        | 13 de abril | 15:30 |
| Deportivo Paraguayo  | 0 - 2 | Central Ballester | Juan Antonio Arias         | 13 de abril | 15:30 |
| San Martín (B)       | 2 - 2 | Deportivo Riestra | Francisco Boga             | 14 de abril | 15:30 |

| Centro Español    | 1 - 0 | Deportivo Paraguayo  | José María Moraños | 18 de abril | 15:30 |
| Yupanqui          | 3 - 1 | Juventud Unida       | Juan Antonio Arias | 18 de abril | 15:30 |
| San Miguel        | 1 - 0 | Leandro N. Alem      | Franco Muggeri     | 19 de abril | 15:30 |
| Cañuelas          | 1 - 1 | Argentino de Rosario | Jorge Alfredo Arín | 19 de abril | 15:40 |
| Atlas             | 1 - 1 | Muñiz                | Ricardo Puga       | 20 de abril | 15:30 |
| Victoriano Arenas | 2 - 0 | Lugano               | Saturnino Moure    | 20 de abril | 15:30 |
| Central Ballester | 1 - 0 | El Porvenir          | Franco Muggeri     | 20 de abril | 15:30 |
| Claypole          | 2 - 1 | San Martín (B)       | José María Moraños | 21 de abril | 14:15 |
| Deportivo Riestra | 3 - 2 | Sportivo Barracas    | Guillermo Laza     | 21 de abril | 15:40 |

| Lugano               | 0 - 0 | Yupanqui          | José María Moraños         | 26 de abril | 12:00 |
| Leandro N. Alem      | 0 - 0 | Deportivo Riestra | Leandro N. Alem            | 26 de abril | 15:30 |
| Deportivo Paraguayo  | 0 - 0 | Victoriano Arenas | Juan Antonio Arias         | 27 de abril | 15:30 |
| Muñiz                | 3 - 2 | Central Ballester | Rubén Carlos Vallejos      | 27 de abril | 15:30 |
| Argentino de Rosario | 2 - 1 | Atlas             | José María Olaeta          | 27 de abril | 15:30 |
| Juventud Unida       | 1 - 1 | San Miguel        | Néstor Bedgni              | 27 de abril | 15:30 |
| El Porvenir          | 0 - 1 | Centro Español    | Gildo Francisco Ghersinich | 28 de abril | 14:00 |
| San Martín (B)       | 0 - 1 | Cañuelas          | Francisco Boga             | 28 de abril | 15:30 |
| Sportivo Barracas    | 0 - 3 | Claypole          | República de Italia        | 28 de abril | 15:30 |

| San Miguel          | 0 - 0 | Lugano               | Malvinas Argentinas | 3 de mayo | 11:00 |
| Centro Español      | 0 - 0 | Muñiz                | José María Moraños  | 3 de mayo | 11:00 |
| Victoriano Arenas   | 3 - 1 | Yupanqui             | Saturnino Moure     | 3 de mayo | 15:30 |
| Cañuelas            | 0 - 0 | Sportivo Barracas    | Jorge Alfredo Arín  | 3 de mayo | 15:30 |
| Atlas               | 0 - 2 | San Martín (B)       | Ricardo Puga        | 3 de mayo | 15:30 |
| Central Ballester   | 2 - 0 | Argentino de Rosario | Franco Muggeri      | 4 de mayo | 15:30 |
| Deportivo Paraguayo | 0 - 0 | El Porvenir          | Juan Antonio Arias  | 4 de mayo | 15:30 |
| Deportivo Riestra   | 2 - 2 | Juventud Unida       | Guillermo Laza      | 5 de mayo | 15:30 |
| Claypole            | 0 - 1 | Leandro N. Alem      | José María Moraños  | 5 de mayo | 15:30 |

| El Porvenir          | 0 - 0 | Victoriano Arenas   | Gildo Francisco Ghersinich | 9 de mayo  | 12:00 |
| Leandro N. Alem      | 0 - 2 | Cañuelas            | Leandro N. Alem            | 9 de mayo  | 15:35 |
| Lugano               | 1 - 3 | Deportivo Riestra   | José María Moraños         | 11 de mayo | 11:00 |
| Yupanqui             | 1 - 4 | San Miguel          | Juan Antonio Arias         | 11 de mayo | 15:30 |
| Juventud Unida       | 1 - 0 | Claypole            | Néstor Bedgni              | 11 de mayo | 15:35 |
| Argentino de Rosario | 3 - 0 | Centro Español      | José María Olaeta          | 11 de mayo | 15:45 |
| Sportivo Barracas    | 2 - 1 | Atlas               | República de Italia        | 12 de mayo | 15:35 |
| San Martín (B)       | 2 - 0 | Central Ballester   | Francisco Boga             | 12 de mayo | 15:35 |
| Muñiz                | 0 - 3 | Deportivo Paraguayo | Franco Muggeri             | 12 de mayo | 15:45 |

## Goleadores
| Pos. | Jugador              | Jugador          | Goles | Equipo               |
| ---- | -------------------- | ---------------- | ----- | -------------------- |
| 1.º  | Bandera de Argentina | Jonathan Herrera | 27    | Deportivo Riestra    |
| 2.º  | Bandera de Argentina | Gastón Aranda    | 17    | Claypole             |
| 2.º  | Bandera de Argentina | Braian Chávez    | 17    | San Miguel           |
| 3.º  | Bandera de Argentina | Hernán González  | 15    | Atlas                |
| 4.º  | Bandera de Argentina | Daniel Pastrana  | 13    | Yupanqui             |
| 5.º  | Bandera de Argentina | Luciano Pons     | 12    | Argentino de Rosario |
| 5.º  | Bandera de Argentina | Ángel Ríos       | 12    | Leandro N. Alem      |

Fuente: Solo Ascenso - Goleadores

## Torneo reducido
Los equipos ubicados del 2.º al 5.º lugar de la tabla de posiciones participarán del Reducido. El mismo consiste en un torneo por eliminación directa que inicia enfrentándose en semifinales, a doble partido, el 2.º contra el 5.º y el 3.º al 4.º. Los ganadores avanzarán a la final, que se definirá también en partidos de ida y vuelta. El equipo que haya finalizado el torneo regular mejor posicionado que su adversario cerrará la serie como local. El equipo que resulte ganador del torneo obtendrá el segundo ascenso y jugará la temporada entrante en la Primera C.

### Cuadro de desarrollo
|  | Semifinales             | Semifinales             | Semifinales             |   |                | Final                   | Final                   | Final                   |  |
|  | 17 de mayo y 25 de mayo | 17 de mayo y 25 de mayo | 17 de mayo y 25 de mayo |   |                | 1 de junio y 9 de junio | 1 de junio y 9 de junio | 1 de junio y 9 de junio |  |
|  |                         |                         |                         |   |                |                         |                         |                         |  |
|  |                         |                         |                         |   |                |                         |                         |                         |  |
|  | Leandro N. Alem         | 3                       | 2 (2)                   |   |                |                         |                         |                         |  |
|  | Leandro N. Alem         | 3                       | 2 (2)                   |   |                |                         |                         |                         |  |
|  | Juventud Unida          | 0                       | 5 (3)                   |   |                |                         |                         |                         |  |
|  | Juventud Unida          | 0                       | 5 (3)                   |   | Juventud Unida | 2                       | 2                       |                         |  |
|  |                         |                         |                         |   | Juventud Unida | 2                       | 2                       |                         |  |
|  |                         |                         | Yupanqui                | 1 | 2              |                         |                         |                         |  |
|  | San Martín (B)          | 0                       | Yupanqui                | 1 | 2              | 1 (1)                   |                         |                         |  |
|  | San Martín (B)          | 0                       |                         |   |                | 1 (1)                   |                         |                         |  |
|  | Yupanqui                | 0                       | 1 (4)                   |   |                |                         |                         |                         |  |
|  | Yupanqui                | 0                       | 1 (4)                   |   |                |                         |                         |                         |  |
|  |                         |                         |                         |   |                |                         |                         |                         |  |

- Nota: En cada llave, el equipo ubicado en la primera línea es el que ejerce la localía en el partido de vuelta.

 Fuente: Cuadrangular Segundo ascenso

### Semifinales
| 17 de mayo 11:00 | Yupanqui | 0:0 (0:0) | San Martín (B) | Juan Antonio Arias, San Justo                         |                                                       |
|                  |          | Reporte   |                | Asistencia: 400 espectadores Árbitro(s): Juan Pafundi | Asistencia: 400 espectadores Árbitro(s): Juan Pafundi |

| 25 de mayo 15:00 | San Martín (B)                                           | 1:1 (0:1) (1:4 p.)         | Yupanqui                                                     | Francisco Boga, Burzaco                                  |                                                          |
|                  | Jonathan Molina 95'                                      | Reporte                    | Herman Essers 17'                                            | Asistencia: 2500 espectadores Árbitro(s): Gonzalo Beloso | Asistencia: 2500 espectadores Árbitro(s): Gonzalo Beloso |
|                  |                                                          | Tiros desde el punto penal |                                                              |                                                          |                                                          |
|                  | Enzo Centurión · Michel Dell´Arciprett · Alejandro Olmos |                            | Daniel Pastrana · Silvio Fuentes · Ángel Gauna · Martín Ruíz |                                                          |                                                          |

| 17 de mayo 13:00 | Juventud Unida | 0:3 (0:1) | Leandro N. Alem                                         | Néstor Bedgni, Muñiz                                       |                                                            |
|                  |                | Reporte   | Ángel Ríos 41' · Alan Cristeff 67' · Emanuel Maciel 74' | Asistencia: 650 espectadores Árbitro(s): Yael Falcón Pérez | Asistencia: 650 espectadores Árbitro(s): Yael Falcón Pérez |

| 25 de mayo 15:00 | Leandro N. Alem                                                                    | 2:5 (1:4) (2:3 p.) | Juventud Unida                                                                                            | Leandro N. Alem, General Rodríguez                          |                                                             |
|                  | Román Gnocchi 32' · Ángel Ríos 88'                                                 | [http://blog.todoascensoweb.com.ar/2014/05/25/l-n-alem-2-vs-juventud-unida-5-hazana-y-a-la-final/ (enlace roto disponible en Internet Archive; véase el historial, la primera versión y la última). Reporte] | Ezequiel Cano 08' · Alejandro Morales 15' · Gonzalo Vivanco 24' · Gonzalo Vivanco 29' · Nicolás Zurco 50' | Asistencia: 2000 espectadores Árbitro(s): Edgardo Kopanchuk | Asistencia: 2000 espectadores Árbitro(s): Edgardo Kopanchuk |
|                  |                                                                                    | Tiros desde el punto penal | |                                                             |                                                             |
|                  | Ezequiel Arguello · Román Gnocchi · Juan Paularena · Ismael Rodríguez · Ángel Ríos | | Gonzalo Vivanco · Ezequiel Cano · Mauricio Soto · Gerardo Gordillo                                        |                                                             |                                                             |

### Final
| 1 de junio 15:35 | Yupanqui | 1:2 (0:0) | Juventud Unida | Juan Antonio Arias, Buenos Aires |  |
|                  |          |           |                | Árbitro(s): Diego Molinelli      |  |

| 9 de junio 15:00 | Juventud Unida | 2:2 (1:2) | Yupanqui | Talleres, Lanús |  |